# 칼 배리 샤플리스
칼 배리 샤플리스(영어: Karl Barry Sharpless, 1941년 4월 28일 ~ )는 미국의 화학자이다.

## 인물
1959년 프렌즈 센트럴 스쿨(Friends' Central School)을 졸업했으며 다트머스 대학교에서 연구를 진행했다. 1963년 스탠퍼드 대학교에서 박사 학위를 받았고 스탠퍼드 대학교, 하버드 대학교에서 연구원으로 근무했다.
2001년에 카이랄성을 갖고 촉매되는 수소 첨가 반응에 대한 작업에 관한 공로를 인정받아 윌리엄 스탠디시 놀스, 노요리 료지와 함께 노벨 화학상을 수상했고 2022년에는 클릭 화학과 생체직교반응의 발전에 기여한 공로로 캐럴린 R. 버토지, 모르텐 P. 멜달과 함께 노벨 화학상을 공동 수상했다.
그의 대표적인 연구로는 물 속에서 온화한 조건을 가진 상황에서 일어나는 선택적인 발열 반응인 클릭 화학, 아지드(Azide)와 알카인(Alkyne)의 고리화 반응에 의한 화학 반응인 1,2,3-트리아졸(1,2,3-triazole) 합성이 있다.

## 수상 경력
- 2001, 2022년 : 노벨 화학상
- 2001년 : 울프상 화학 부문